# Errico Malatesta

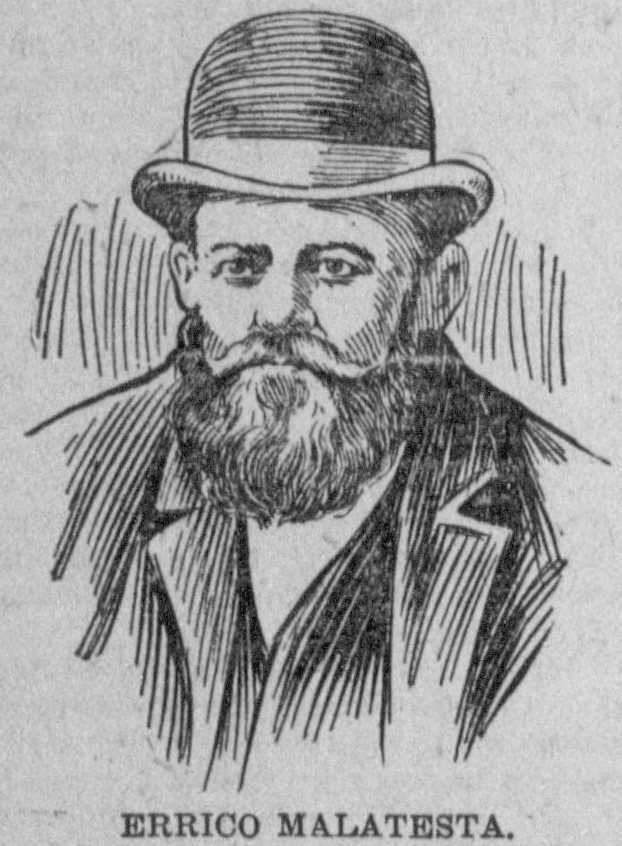
Errico Malatesta

Errico Malatesta (* 4. Dezember 1853 in Santa Maria Capua Vetere; † 22. Juli 1932 in Rom) war ein italienischer Anarchist. Er stand der Theorie des Kollektivistischen Anarchismus nach Bakunin nahe und gilt als einer der bedeutendsten Aktivisten der anarchistischen Bewegung Ende des 19. und Anfang des 20. Jahrhunderts in Italien als auch europaweit.

## Leben
Errico Malatesta engagierte sich, obwohl er der Sohn wohlhabender Eltern war, schon früh politisch. Im Jahr 1867, im Alter von 14 Jahren wurde er wegen eines Schreibens an König Viktor Emanuel II., in dem er sich über Ungerechtigkeiten der örtlichen Behörden beschwerte, zum ersten Mal festgenommen.
Malatesta hatte zunächst Medizin studiert, aber schon früh den Entschluss gefasst, sein Leben ganz der sozialen Revolution zu widmen. 1871 warf man Malatesta wegen Teilnahme an einer Demonstration von der Universität. Er trat der italienischen Sektion der Internationale bei. Im selben Jahr wurde Friedrich Engels zum Sekretär der italienischen Internationale ernannt. 1872 traf Malatesta Michail Bakunin anlässlich der Antiautoritären Internationalen im schweizerischen Saint-Imier.
1877 führte Malatesta zusammen mit Andrea Costa und Carlo Cafiero einen bewaffneten Aufstand in zwei Dörfern in Kampanien. Sie verübten einen Brandanschlag auf das Finanzamt und erklärten das Ende der Monarchie. Die Dorfbewohner begrüßten die Aktion, lehnten es aber ab, sich daran zu beteiligen. Durch die Ankunft von Truppen brach der Aufstand schnell zusammen. Aufgrund dieser Aktion war Malatesta gezwungen, das Land zu verlassen. Ende 1878 ging er zunächst nach Ägypten. Danach fuhr er nach Genf, wo er Peter Kropotkin und Elisée Reclus kennenlernte. Einige Monate später wurde er aus der Schweiz ausgewiesen. Er reiste nach Rumänien weiter und von dort nach Paris.
1881 kam er nach London, wo er sich in den folgenden Jahren häufiger aufhielt. 1883 ging er wieder nach Italien zurück. In einem Flugblatt propagierte er hier den Kommunistischen Anarchismus und wurde in Florenz wegen seiner Schriften zu drei Jahren Gefängnis verurteilt. Er kam auf Kaution frei und floh 1884 nach Argentinien, wo er auf den Aufbau der Arbeiterbewegung Einfluss nahm.
1889 kehrte Malatesta wieder nach London zurück und veröffentlichte die Schrift Anarchie.
In den Jahren 1892 und 1893 wurde er Zeuge des Massenstreiks in Belgien und erkannte die begrenzte Wirkung dieser Protestform. Zurück in London organisierte er den Kongress der zweiten Internationalen. 1897 versuchte Malatesta, geheim nach Italien zurückzukehren, wurde aber bereits zu Beginn des folgenden Jahres wegen seiner revolutionären Aktivitäten in Ancona verhaftet und anschließend auf der Insel Lampedusa interniert.
Im Mai 1899 gelang ihm die Flucht nach Malta. Er fuhr über London in die USA, wo er sich mit italienischen und spanischen Anarchistengruppen in New Jersey traf. Bei einer Diskussion in diesem Kreis wurde Malatesta ins Bein geschossen.
1900 kehrte Malatesta nach London zurück. Nach dem Attentat auf König Umberto I. von Italien durch den italienischen Anarchisten Gaetano Bresci am 29. Juli 1900 stand er unter Bewachung durch die britische Polizei.
1907 nahm er zusammen mit Emma Goldman und Rudolf Rocker an einer anarchistischen Konferenz in Amsterdam teil, in der er seine Ansichten zur Organisation und möglichen Aktionsformen darlegte.
1909 wurden er und Rudolf Rocker für drei Monate wegen Beleidigung inhaftiert. Der Versuch, Malatesta nach Italien abzuschieben, wurde fallen gelassen, nachdem Sympathisanten Demonstrationen für Malatesta organisierten.
1913 kehrte Malatesta freiwillig wieder nach Italien zurück, um an geplanten Demonstrationen gegen Staat und Kirche in Ancona teilzunehmen. 1914 beteiligte er sich an der Organisation eines landesweiten Generalstreiks. Bei einer Demonstration in Ancona wurden zwei Demonstranten von der Polizei getötet, die darauf folgenden Unruhen wurden als Rote Wochen bekannt. Teile der Truppen, die gegen die Demonstranten eingesetzt wurden, verbrüderten sich mit diesen und es kam zu schweren Ausschreitungen.
Nachdem Malatesta für kurze Zeit nach London zurückgekehrt war, ging er 1919 erneut nach Italien und gründete die erste anarchistische Tageszeitung Umanità Nova.

Im Oktober 1920 rief Malatesta zu Streiks auf und forderte die Arbeiter auf, Fabriken zu besetzen. In Mailand und Turin kam es daraufhin zu Besetzungen und Protesten. Einige Städte folgten, aber die sozialistische Partei und die Gewerkschaften überzeugten die Arbeiter, den Streik zu beenden. Malatesta und 81 andere Anarchisten wurden inhaftiert.

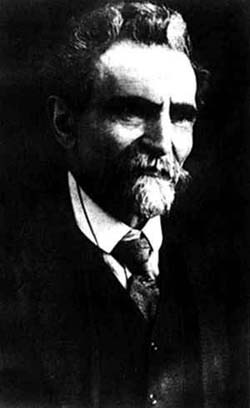
Altersfoto Malatestas

Im Juli 1921 begann Malatesta einen Hungerstreik, um gegen die Verzögerung seines Gerichtsverfahrens zu protestieren. Er wurde schließlich nicht schuldig gesprochen und zwei Monate, bevor die italienischen Faschisten die Macht errangen, aus der Haft entlassen.
Trotz der Zensur und der Übergriffe durch die Faschisten veröffentlichte Malatesta zwischen 1924 und 1926 die anarchistische Zweimonatszeitschrift Pensiero e Volontà, bis Mussolini 1926 die unabhängige Presse zum Schweigen brachte.
In Pensiero e Volontà  veröffentlichte Malatesta einige seiner wichtigsten Aufsätze zur Programmatik und Strategie der anarchistischen Bewegung. Von Ende 1926 bis zu seinem Tode im Jahre 1932 lebte Malatesta in Rom, wo er als Elektriker arbeitete. Die Polizei unter der faschistischen Diktatur Mussolinis überwachte ihn, wegen seines hohen Alters blieb er aber weitestgehend unbehelligt.

## Bedeutung und Ansichten
Malatesta war einer der international bekanntesten Anarchisten seiner Zeit. Da er von der Polizei fast ganz Europas gesucht, überwacht, festgenommen, ausgewiesen oder inhaftiert wurde, war er eine legendäre Figur. Dabei distanzierte er sich von dem gerade in Italien weit verbreiteten individuellen Terror der anarchistischen Bewegung und forderte stattdessen wirkungsvollere kollektive Kampfformen. Hierbei lehnte Malatesta auch die Gewalt als politisches Mittel und als Antwort auf die Gewalt der Herrschenden nicht ab.
Dem Syndikalismus stand Malatesta skeptisch und kritisch gegenüber. Er hatte Bedenken gegen die Verabsolutierung der syndikalistischen Kampfmethoden und warnte vor dem Konservatismus einer syndikalistischen Bürokratie. Der Generalstreik war nach Malatestas Ansicht kein Ersatz für die wirkliche Revolution. Die Lehre, die er aus den Arbeitskämpfen in Belgien und Italien gezogen hat, war, dass ein Streik zum allgemeinen Aufstand führen muss oder schnell in sich zusammenbricht.
Auch die Fixierung auf die Arbeiterklasse lehnte Malatesta ab. Zum einen könne bei dieser nicht von völliger Interessenhomogenität und entsprechender Bereitschaft zur Revolution die Rede sein; zum anderen gehe es dem Anarchismus nicht nur um die Emanzipation einer einzelnen Klasse, sondern um die vollständige Befreiung der ganzen Menschheit von ihrer wirtschaftlichen, politischen und moralischen Versklavung.
Entschieden ablehnend war Malatesta in der Frage des Kompromisses mit dem Parlamentarismus. Hier unterschied er sich von vielen seiner einstigen Weggefährten, die früher oder später in die sozialistische Partei eintraten oder zumindest mit ihr zusammenarbeiteten.

## Rezeption
1970 drehte der deutsche Regisseur Peter Lilienthal den Film Malatesta über die Zeit Errico Malatestas im Londoner Exil. Die Rolle von Errico Malatesta übernahm Eddie Constantine.

## Zeitschriften von Malatesta
- Le Révolté (zusammen mit Kropotkin und anderen)
- La Questione Sociale
- L’Associazione
- Umanità Nova
- Pensiero e Volontà

## Werke
- Anarchie. 3. Aufl., Repr. der 2. EMS-Kopp-Verlag, Meppen/Ems 1977, DNB 946720606 (Erstausgabe:  Brüssel  1909).
- Gesammelte Schriften. Theorie und Praxis des Anarchismus, Anarchismus und Kommunismus, über die Moral der Revolutionäre, Fabrikbesetzungen und bewaffnete Aufstände, Tageskämpfe. (2 Bände). Herausgegeben und übersetzt von Elke Wehr. Verlag Bernd Kramer, Berlin
  - Band 1: 1977. ISBN 3-87956-064-1.
  - Band 2: 1980. ISBN 3-87956-102-8.
- Unter Landarbeitern. Ein Zwiegespräch. Ems-Kopp-Verlag, Meppen 1980.
- Ungeschriebene Autobiografie. Erinnerungen (1853–1932). Herausgegeben von Piero Brunello und Pietro Di Paola. Edition Nautilus, Hamburg 2009, ISBN 978-3-89401-594-7.
- Anarchistische Interventionen. Ausgewählte Schriften (1892–1931). Herausgegeben von Philippe Kellermann. Unrast, Münster 2014, ISBN 978-3-89771-921-7.